# Гребенщик ветвистый
Гребенщик ветвистый, или Гребенщик многоветвистый (лат. Tamarix ramosissima) — вид деревянистых растений рода Гребенщик  (Tamarix) семейства Гребенщиковые (Tamaricaceae). Также выращивается в садах под названием Бисерник ветвистый.

## Описание
Кустарник или дерево, 1—3(6) м высотой. Кора тёмно-серая, на годовалых ветвях красноватая или оранжево-красноватая. Листья яйцевидные, овальные или дельтовидно-сердцевидные, на годовалых ветвях ланцетные, полустеблеобъемлющие, слабо низбегающие, 2—5 мм длиной, 1—2 мм шириной.
Цветки пятимерные, собраны в верхушечные метелки; цветоножки 0,5—0,7 мм длиной. Прицветники ланцетные, яйцевидно-ланцетные или яйцевидно-продолговатые. Чашечка 0,7—1 мм длиной, доли яйцевидные или овально-яйцевидные, без киля, 0,5—0,7 мм длиной, 0,3—0,5 мм шириной. Венчик сомкнутый, рюмковидный, остаётся при плодах; лепестки эллиптические или обратнояйцевидные, не килеватые, розовые, алые, фиолетовые или белые, 1—1,5 мм длиной, 0,7—1 мм шириной. Подпестичный диск пятилопастный, из-за выемчатых лопастей кажется почти десятилопастным. Тычинок 5, прикреплены между парами лопастей, нити нитевидные, пыльники туповатые, косые, палевые. Пестик с тремя булавовидными, сходящимися столбиками. Плод — трёхгранная пирамидальная коробочка, 3—5 мм длиной, 0,7—1 мм шириной, содержит в среднем 17 семян.
Цветение от мая до сентября.

## Распространение
Встречается на северо-востоке Балканского полуострова, юге Молдавии, Украины и России; Кавказе; в Средней Азии, Казахстане; Монголии, Китае, Афганистане; Иране; Малой Азии.

## Использование
Широко распространен в садах в одиночных посадках и в виде ажурных изгородей. Подходит для выращивания в климатических зонах вплоть до 4. Легко размножается зелёными черенками, которые относительно быстро дают корни при стоянии в воде.

## Галерея
| - Гребенщик ветвистый - Гребенщик ветвистый - Соцветия |